# مغارة الهوة
مغارة الهوة أو مغارة أم الرمان هي مغارة بركانية طبيعية في سوريا، في منطقة السويداء.

## عن المغارة
على بعد 2 كم إلى الشمال من قرية أم الرمان التي تقع إلى الجنوب من محافظة السويداء، تقع مغارة الهوة، في تجويف أرضي تشكّل في فترة قد تصل إلى مليوني عام.

## وصف وتاريخ المغارة
مغارة بركانية بازلتية يكسوها الكلس وتنتشر فيها الصواعد والنوازل. كما تتميز أيضاً بأنها مغارة «مركّبة»، أي أنها تتألف من مغارتين معاً، مغارة ثانية فوق المغارة الأولى. تشكلت المغارة الأولى من الصهارة المندفعة من فوهة بركانية تقع غرب التل الذي أقيمت عليه قلعة صلخد، ومصدر تلك الصهارة ما جاء من تل عبد مار، والذي أتى -بسبب ميل الأرض- تجاه الغرب والجنوب الغربي حيث اندفعت الصهارة في واد عميق بين قرية «الرافقة» وبلدة «ذيبين». هذا الاندفاع استمر في ذلك الوادي لفترة زمنية طويلة ما سمح لعوامل الجو أن تبرّد سطح هذا الوادي الملتهب حتى تجمد مشكلاً سطح المغارة الأولى. بعد فترة زمنية طويلة، عاود البركان نشاطه، وعاد ليرسل حممه إلى الوادي نفسه لتسيل فوق سطح المغارة الأولى. ومع استمرار السيلان، أدت حرارة المُهْل العالية إلى إذابة سطح المغارة الأولى حيث تشير العلامات إلى أن الاندفاع كان أغزر بكثير من الاندفاع الأول مع جعل مستواه فوق مستوى سطح المغارة الأولى بأكثر من عشرة أمتار، بينما يقدر ارتفاع المغارة السفلى بخمسة أمتار تقريبا. وقد بقي من سطح المغارة السفلى «كتفان» شاهدان على تشكلها يبرزان باتجاه الداخل بعرض يزيد عن المترين أحياناً، وهذان الكتفان المتبقيان من سطح المغارة السفلى يلازمان جانبيها من مدخلها وحتى نهاية القسم المكتشف منها.

## وصف المغارة
طول المغارة المكتشف حتى الآن يصل إلى 1.7 كم، في حين يتراوح عرضها بين 12 ــ 17 متراً. أما ارتفاعها فيصل إلى 7 أمتار. في منتصفها يظهر مدخلين يميني ويساري كل منهما بطول الآخر، تنتشر فيها صواعد ونوازل، تلونت باللون الأحمر تبعاً لنسبة انحلال أكسيد الحديد فيها.

## استثمارها سياحيا
غير مستثمرة.